# Auberge de Castille (Il-Birgu)

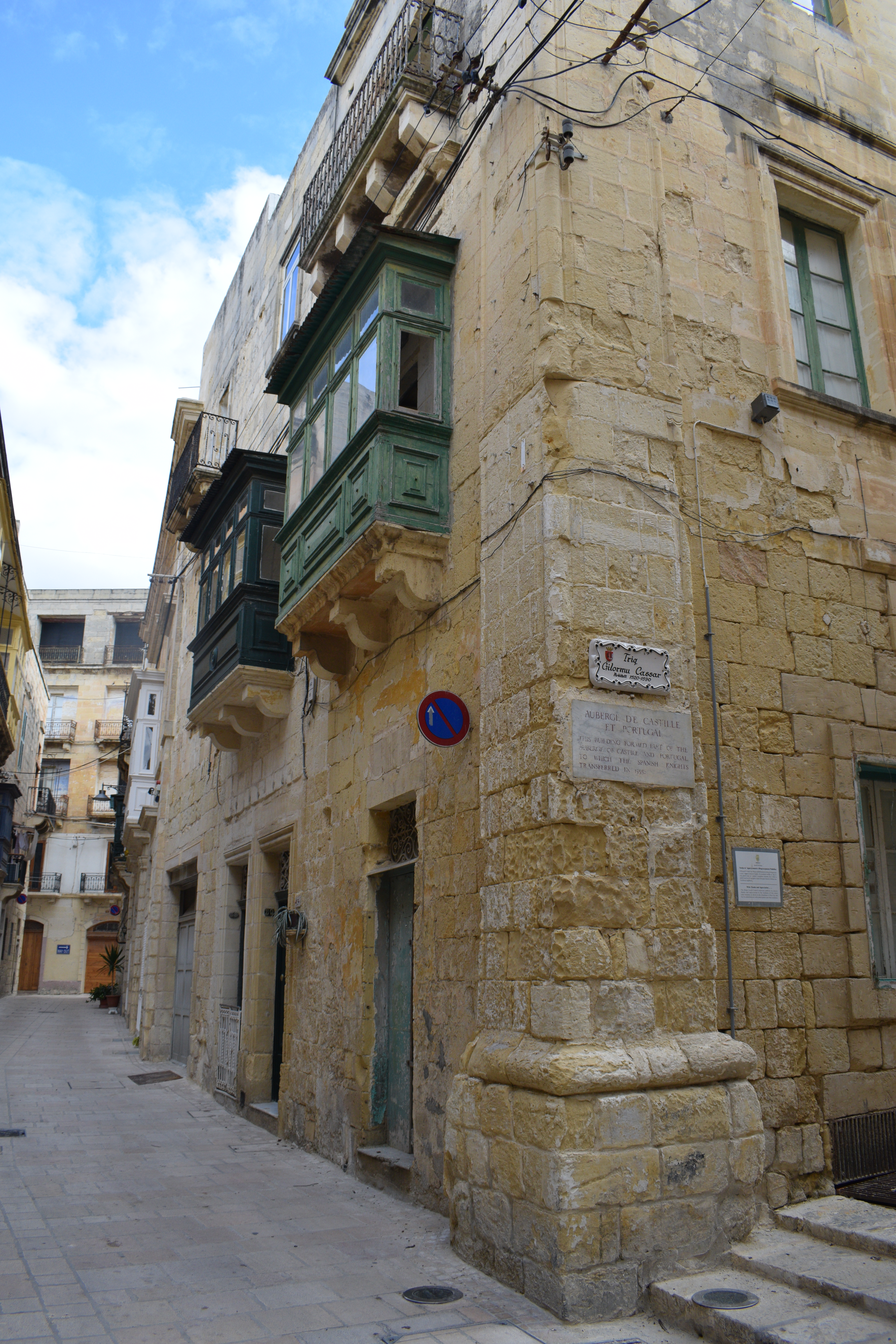
Il-Birgu

Pour les articles homonymes, voir Auberge de Castille.
L'auberge de Castille, de Léon et de Portugal (lang-mt : I Berga tal-Kastilja) est l'une des huit auberges originellement construites à Il-Birgu, sur l'île de Malte pour les chevaliers de l'ordre de Saint-Jean de Jérusalem. L'auberge abritait à l'origine la langue de Castille, de Léon et de Portugal.

## Histoire
Quand les Hospitaliers s'installent à Malte, il fallut recréer le collachium. Ils choisirent une ville proche de la mer, du port, et leur choix se fixa sur Il-Birgu et non pas sur la capitale de l'île L-Imdina. Il-Birgu était déjà le lieu de résidence des comtes de Malte, le Castrum maris (le château de la mer), est l'ancêtre du fort Saint-Ange.
Dans un premier temps, ils se rendirent propriétaires de grandes maisons pouvant abriter tous les membres de la langue. Lors de la réunion d'un conseil qui se tient en décembre 1530 au palais du grand maître Philippe de Villiers de L'Isle-Adam accepte le logement des chevaliers espagnols, une maison au 36-38, rue Saint-Antoine. Le site de la vecchia alberghia di Castiglia (ancienne auberge de Catille) de la rue Saint-Antoine est clairement indiqué sur un plan daté de 1724. Aujourd'hui le bâtiment n'existe plus, il a été bombardé pendant la guerre.
La langue de Castille prenant quantitativement de l'importance, il devient évident de respecter sa séparation en langue de Castille, de Léon et de Portugal d'avec la langue d'Aragon, de Navarre et de Catalogne. Une deuxième auberge fut construite sous la magistrature du grand maître Claude de La Sengle par l'architecte  Niccolò Bellavante dans un style maltais traditionnel, auteur aussi de l'auberge d'Italie à Il-Birgu. Elle est située à Barrack Front Street (aujourd’hui au 56-60 de la rue Hilda Tabone Street). Cette auberge a abrité la langue de Castille jusqu’à la construction d’une nouvelle auberge de Castille à La Valette en 1574.